# Michele Mosca
Pour les articles homonymes, voir Mosca.
Michele Mosca est un informaticien théoricien canadien, spécialiste en algorithmique quantique (en).

## Carrière
Mosca a obtenu un baccalauréat en mathématiques à l'Université de Waterloo en 1995. En 1996, il reçoit une bourse du Commonwealth pour étudier au Wolfson College de l'université d'Oxford, où il obtient un M.Sc. en mathématiques et fondements de l'informatique. Grâce à une autre bourse, Mosca prépare un Ph.D. sur le thème des algorithmes informatiques quantiques, obtenu également à l'Université d'Oxford,, sous la direction de  Artur K. Ekert et
Dominic James Anthony Welsh avec une thèse intitulée Quantum Computer Algorithms.
Il est professeur à l'université de Waterloo (titulaire à partir de 2009) et il y travaille depuis 1999 au Centre for Applied Cryptographic Research. De 2002 à 2016, il a été directeur adjoint de l'Institute of Quantum Computing, qu'il a cofondé. De 2002 à 2012, il a occupé une chaire de recherche du Canada.
Il travaille également à l'Institut Périmètre de physique théorique, dont il est un membre fondateur.

## Recherche
Les principaux domines de recherche de Mosca sont la conception d'algorithmes quantiques, et plus précisément les algorithmes quantiques, les limites des ordinateurs quantiques, les auto-tests pour les portes quantiques et de la cryptographie quantique (Private Quantum Channels, méthodes optimales pour crypter l'information quantique avec des méthodes cryptographiques classiques). Il a développé, avec Ekert et d'autres, l'accès par estimation de phase aux algorithmes quantiques, et a aussi contribué avec Ekert au problème des sous-groupes cachés,, à la recherche quantique et au comptage quantique. Avec des collègues d'Oxford (Jonathan A. Jones), il a réalisé certains des premiers algorithmes quantiques sur des ordinateurs quantiques utilisant la résonance magnétique nucléaire.

## Prix et distinctions
- 2013 : Médaille du jubilé de diamant d'Élisabeth II  de la reine Elizabeth II.
- 2010 : Canada's Top 40 under 40 de The Globe and Mail[9].
- 2004 : Cité comme l'un des quinze "Leaders of Tomorrow" du symposium PAGSE à Ottawa, Canada.
- 2002-2012 : Chaire de recherche du Canada.
- 2000-2005 : Prix d'excellence en recherche du premier ministre, Ontario, 2000-2005.
- Médaille de bronze (3e au Canada), Concours de mathématiques Descartes, 1990[10].

## Publications (sélection)
- Phillip Kaye, Raymond Laflamme et Michele Mosca, An introduction to quantum computing, Oxford, Oxford University Press, 2007, xi +  274 (ISBN 0-19-857000-7, zbMATH 1297.68001).
- Michele Mosca et Alain Tapp (éditeurs), « Special Issue : Quantum Computation and Cryptography », Algorithmica, vol. 34, no 4,‎ 2002.
- Michele Mosca, « Quantum Algorithms », dans Robert A. Meyers (éditeur), Encyclopedia of Complexity and Systems Science, Springer New York, 2009 (ISBN 978-0-387-30440-3, DOI 10.1007/978-0-387-30440-3_423, arXiv 0808.0369), p. 7088-7118